# Chouliarádes
Chouliarádes är en ort i Grekland.   Den ligger i prefekturen Nomós Ioannínon och regionen Epirus, i den centrala delen av landet, 290 km nordväst om huvudstaden Aten. Chouliarádes ligger 1 022 meter över havet och antalet invånare är 140.
Terrängen runt Chouliarádes är kuperad åt sydväst, men åt nordost är den bergig. Runt Chouliarádes är det glesbefolkat, med 8 invånare per kvadratkilometer. Närmaste större samhälle är Ioánnina, 18,5 km nordväst om Chouliarádes. I omgivningarna runt Chouliarádes växer i huvudsak blandskog.